# Jatiseeng
Jatiseeng is een bestuurslaag in het regentschap Cirebon van de provincie West-Java, Indonesië. Jatiseeng telt 3860 inwoners (volkstelling 2010).